# Eusyntheta brevicornis
Eusyntheta brevicornis är en skalbaggsart som beskrevs av Bates 1889. Eusyntheta brevicornis ingår i släktet Eusyntheta och familjen långhorningar. Inga underarter finns listade i Catalogue of Life.